# 本渡カトリック聖心幼稚園
本渡カトリック聖心幼稚園（ほんどカトリックみこころようちえん）は、熊本県天草市大浜町にある幼稚園である。

## 沿革
- 1966年（昭和41年）4月11日 - 設立認可。宗教法人本渡カトリック聖心幼稚園設立
- 2006年（平成18年）4月 - 運営を学校法人天草しらゆり学園に移管する